# 清田治史
清田 治史（きよた はるひと、1947年9月27日- ）は、日本のジャーナリスト。朝日新聞社取締役、帝塚山学院大学教授・国際理解研究所所長を歴任。日本マスメディア学会会員、大学朝日人の会大阪支部長。

## 経歴
早稲田大学政治経済学部経済学科卒業。1971年に朝日新聞入社後、大阪社会部、韓国延世大学校留学、マニラ支局長、1993年‐1996年ソウル支局長、1996年ハーバード大学日米プログラム研究員、外報部長、東京本社編集局次長、総合研究本部長、事業本部長などを経て、2008年、取締役西部本社代表に就任。2010年に朝日新聞を退社した後は、兼務していた福岡ケーブルビジョン理事、九州朝日放送の監査役等を経て、2012年4月から帝塚山学院大学人間科学部の非常勤講師に、2013年4月には教授に就任した。専門は「文章表現」「ジャーナリズム論」「マスメディア論」。
2014年9月13日、同学教授及び国際理解研究所所長を辞職。同年8月5、6日に朝日新聞が誤報であったことを認めた「従軍慰安婦」報道の発端に関わっていたと週刊誌で報じられたことが物議を醸していた中、当初、大学側からは「本人の申し出により退職した」とだけアナウンスされていたが、同日午前に「（教授を）辞めさせなければ学生に痛い目に遭ってもらう。釘を入れたガス爆弾を爆発させる」という内容の脅迫文と釘が学長らに宛てて届いていたことがその後の報道により判明した。大学は被害届を提出し、同日夕方に退職の申し出を受理したとしているが、退職理由については「本人の申し出としか申し上げられない。脅迫文とは関係ない」と、この件との因果関係を否定している。

## 吉田清治に関する記事
- 1982年9月2日、朝日新聞大阪本社版朝刊社会面に「朝鮮の女性　私も連行」という見出しで、「済州島で一週間に二百人の若い朝鮮人女性を狩りだした」等の「従軍慰安婦狩り」について具体的に証言した吉田清治の講演内容を扱った記事を書いた。「強制連行」という言葉を何度も用いたこの記事[10]は、吉田清治を最初に取り上げた新聞記事とされる[7]が、「朝鮮人慰安婦は皇軍慰問女子挺身隊という名で戦線に送りだした」など、そもそも吉田の証言内容は事実に反するものであった。これについて、32年後の2014年8月5日、朝日新聞による特集記事[6]の中で、「講演での話の内容は具体的かつ詳細で全く疑わなかった」ために裏付け取材を行っておらず、その結果、証言が虚偽であることを見抜けなかったと認めた。これにより当該記事は取り消されたが、この件に関する週刊文春の取材に対しては、「思いはあるが、会社の結論なので異存はない。削除とか一部誤報という結果を受け止めているだけ」と話すのみで、自身の誤報に対する反省の言葉はなかったとされる[7]。
  - 2014年9月29日、朝日新聞はこの「吉田証言」初報記事を書いたのは別人だったとする訂正記事を掲載した。海外への渡航記録から大阪で吉田の講演があった1982年9月1日に国内にはおらず、特集記事[6]での話は記憶違いだったことが確認されたとしている。実際の執筆者として大阪社会部の別の元記者が、「自分が書いたかもしれない」と名乗り出ているという[11]。
- 1983年11月10日の朝日新聞全国版朝刊3面「ひと」欄において、署名記事で吉田清治を取り上げ、吉田の顔写真には「朝鮮人を強制連行した謝罪碑を韓国に建てる吉田清治さん」とのキャプションを付けた上で、「でもね、美談なんかではないんです。二人の息子が成人し、自分も社会の一線を退いた。もうそんなにダメージはないだろう、みたいなものを見定めて公表に踏み切ったんです」「国家による人狩り、としかいいようのない徴用が、わずか三十数年で、歴史のヤミに葬られようとしている。戦争責任を明確にしない民族は、再び同じ過ちを繰り返すのではないでしょうか」といった吉田の言葉を紹介した。
- 1997年3月31日、一連の報道を含めた朝日新聞の慰安婦報道への批判の高まりを受けて、「従軍慰安婦　消せない事実」「政府や軍の深い関与、明白」との大見出しで特集記事を掲載した。この記事では「吉田証言」について、当人の面会拒否や済州島における現地取材で裏付けが得られなかった[6]にもかかわらず虚偽であると判断されることはなく、ただ「真偽は確認できない」と表記しただけで記事の訂正も取り消しもなされなかった。また、この特集記事中では朝鮮半島における慰安婦問題の原点とも言える「強制連行」の言葉が使われておらず、代わりに「無理やり」「軍の指示・関与」等の表現を用いることで、いわゆる広義の「強制性」という概念を打ち出して論点をすり替えた[12]、との批判もある。この時の外報部長が清田だったとされているが、元朝日新聞論説委員で当時は外報部次長として清田の部下であったという長岡昇は、「『過ちを率直に認めて謝罪する道』を自ら閉ざした」と評している[13]。

## 取材費詐欺事件
週刊文春の2005年5月5日・12日号にて、やっぱり●●●●ジャーナリズム(笑)　朝日新聞がモミ消した『論座』編集長・事業本部長「取材費詐欺事件」と言う題名で「論座」編集長のY、元ソウル支局勤務・韓国のスペシャリストで文化事業担当してるKが国税局の査察の結果、領収書を偽造したり二重請求するなどして会社の金数十万〜数百万を騙し取ってたことが発覚したが、朝日新聞社が長らくそのことを隠蔽して何ら処罰せず当人らはそのまま出世し、両人とも週刊文春に直撃取材され、言葉を濁して逃げまくった事が記事にされた。Yとは薬師寺克行であり　Kは清田治史であった。

## 著書（共著）
- （朝日新聞広島支局共著） 『爆心―中島の生と死』（朝日新聞社、1986年） ISBN 978-4022555694
- （池 明観他共著）『北朝鮮問題をどう解くか―東アジアの平和と民主主義のために』（聖学院大学出版会、2004年） ISBN 978-4915832574
- （李 祥雨著、藤高 明共訳） 『朴正煕時代―その権力の内幕』（朝日新聞社、1988年） ISBN 978-4022558718